# Wittelsbacher Turm (Bad Kissingen)
Der Wittelsbacher Jubiläumsturm ist ein Aussichtsturm auf dem 400 m ü. NHN hohen Scheinberg in Arnshausen, einem Stadtteil des unterfränkischen Kurorts Bad Kissingen. Er gehört zu den Bad Kissinger Baudenkmälern und ist unter der Nummer D-6-72-114-168 in der Bayerischen Denkmalliste registriert.

## Geschichte

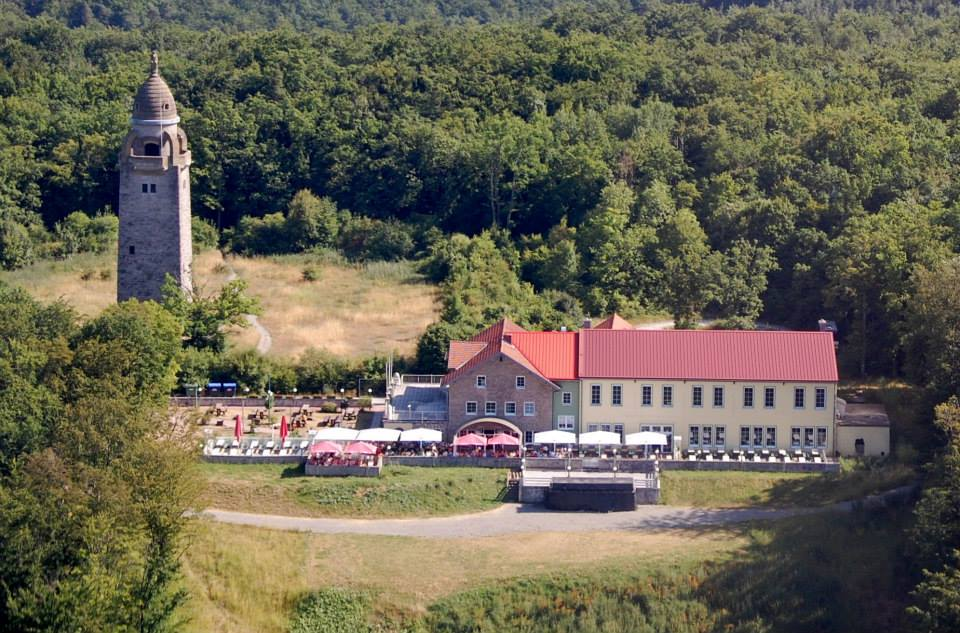
Wittelsbacher Turm mit Privatbrauerei und Gastwirtschaft

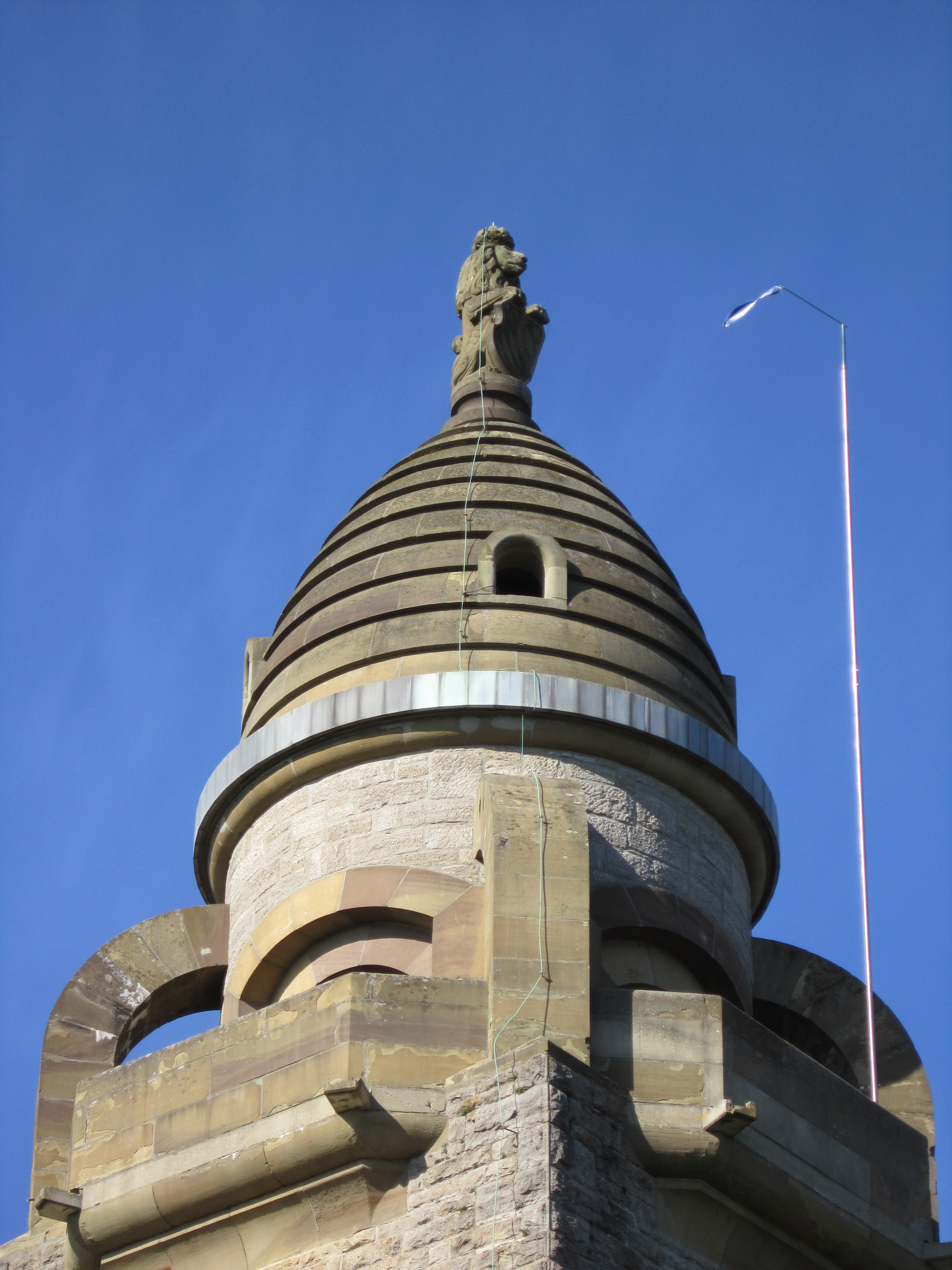
Turmspitze mit Löwenskulptur von Valentin Weidner

1903 regte der Arzt Wendelin Dietz den Bau eines Aussichtsturmes an, da der bisher genutzte Ludwigsturm keinen zufriedenstellenden Blick über den Kurort Bad Kissingen bot. Er saß dem durch ihn zu diesem Zweck gegründeten Wittelsbacher-Verein vor, der Bayern auch nach der Reichsgründung als souveränes Königreich betrachtete; damit stand der Wittelsbacher-Verein in gewisser Konkurrenz zum Bismarck-Verein, der Otto von Bismarck und das Kaisertum favorisierte und 1914 mit der Errichtung des Bismarckturmes auf dem Sinnberg begann.
Die Pläne für den Turmbau lieferte der Magistratsrat Carl Krampf; den Löwen gestaltete der Bildhauer Valentin Weidner. Die Kosten beliefen sich auf insgesamt 27.000 Goldmark.
Da 1906 das hundertjährige Jubiläum des Königreichs Bayern anstand und 1880 das 700-jährige Jubiläum der Wittelsbacher gewesen war, beschloss man, dem geplanten Turm den Namen Wittelsbacher Jubiläumsturm zu geben. Der Grundstein wurde am 1. Januar 1906 gelegt. Am 15. September 1907 fand die Einweihungsfeier statt, bei der unter anderen Prinzregent Luitpold und der Regierungspräsident von Unterfranken und Aschaffenburg, von Müller, anwesend waren.
1924 sollte rings um den Turm eine Gedenkstätte für die Gefallenen des Ersten Weltkriegs, die aus Unterfranken stammten, angelegt werden. Am 15. August 1925 wurde die Grundsteinlegung in Anwesenheit des Kronprinzen Rupprecht von Bayern gefeiert, doch die Weltwirtschaftskrise verhinderte eine Ausführung der großzügigen Pläne.
Das von Wendelin Dietz gekaufte Grundstück, auf dem der Turm steht, befand sich zunächst in Familienbesitz, ging dann aber an den Staat über.
In den 1970er Jahren wurde der Turm wegen Baufälligkeit für Besucher gesperrt, doch zur 800-Jahr-Feier der Wittelsbacher erfolgte eine Restaurierung durch den Freistaat Bayern.
Mittlerweile ist der Turm als Zentrum der geplanten Erlebniswelt Saaletal vorgesehen.

## Bauwerk
Der Wittelsbacher Jubiläumsturm ist insgesamt 33 m hoch, die Aussichtsplattform liegt auf einer Höhe von 25 m und damit rund 245 m über dem Saaletal, das vom Turm aus überblickt werden kann. Auf der Spitze des Turmes ist ein Löwe, der eine Krone trägt, angebracht. Der Turm ist aus Muschelkalk gebaut, der Löwe sowie das Portal, die Brüstung und die Kuppel bestehen jedoch aus grünem Sandstein.
Ab 1930 bestand neben dem Turm auch eine Gaststätte. Das erste, in Blockbauweise errichtete Gasthaus brannte jedoch 1933 – vermutlich nach einer Brandstiftung – nieder. Es wurde noch im gleichen Jahr durch einen Massivbau ersetzt. Später folgten umfangreiche Sanierungen und Erweiterungen, auch um eine Hausbrauerei und einen Saal.

## Aussicht
Vom Wittelsbacher Jubiläumsturm aus sieht man auf Bad Kissingen und das Saaletal sowie den Sodenberg bei Hammelburg.